# Codex Purpureus Beratinus
A Codex Purpureus Beratinus (albánul: Kodiku i Purpurt i Beratit, ’berati bíborkódex’) a 6. századra datálható, evangéliumtöredékeket magában foglaló kéziratos kódex, amely az albániai Berat városából került elő a 9. századi Codex Aureus Anthimi (Kodi i Artë i Anthimit, ’Anthim aranykódexe’) című kódexszel együtt. E két kézirat Beratinus I. és Beratinus II. néven is ismert, és a mai napig előkerült, hét tagból álló, a 6. és a 18. század között keletkezett Codex Purpureusok sorába illeszkednek.
Az unciális írással készült 6. századi Beratinus I. az Újtestamentum legrégebbi archetípusai közé tartozik, és rendkívül jelentős adalék a biblikus és liturgikus irodalom fejlődéstörténetéhez. A helyenként félunciális, 9. századi Beratinus II. már mind a négy evangélium teljes, kanonizált szövegét tartalmazza. A berati kódexekről 1868-ban adott hírt Berat ortodox püspöke, Anthim Aleksudhi, s először Pierre Batiffol francia szerzetes publikált a páratlan értékű kulturális kincsekről 1886-ban. 1971-ben a kódexek a Kínai Népköztársaság régészeti intézetébe kerültek, ahol restaurálták őket. 2000-ben a Vatikáni Apostoli Könyvtárban megrendezett Népek evangéliumai (I Vangeli dei Popoli) című tárlaton állították ki őket, majd visszakerültek a tiranai Központi Állami Levéltárba (Arkivi Qendror të Shtetit). A Codex Purpureus Beratinus 2005 óta szerepel a UNESCO A világ emlékezete listáján.

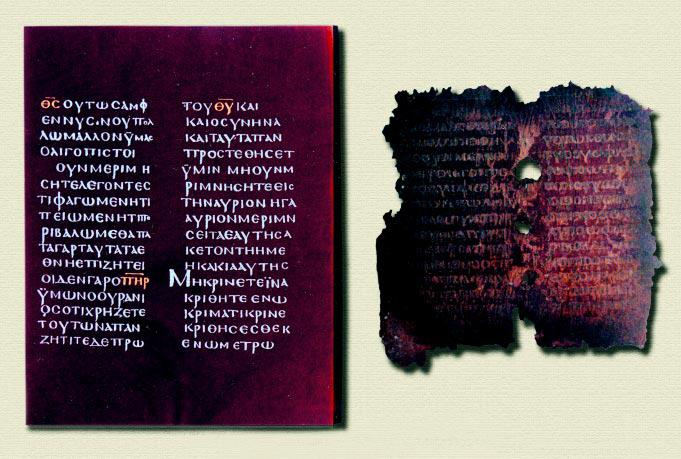
Codex Beratinus